# Antoni Mackiewicz (nauczyciel)
Antoni Mackiewicz, pseudonim „Bakałarz” (ur. 26 kwietnia 1933 w Maksymiszkach w pow. poniewieskim na Litwie, zm. 24 lutego 1996 w Nowej Rudzie) – polski nauczyciel, dyrektor szkoły, radny miejski, działacz społeczny.

## Życiorys

### Młodość i wykształcenie
Antoni Mackiewicz urodził się 26 kwietnia 1933 w zaścianku Maksymiszki na Litwie Kowieńskiej nad rzeką Niewiażą, około 30 km na południowy wschód od miasta powiatowego Poniewież, jako syn Antoniny z Dylkiewiczów i Stanisława Mackiewicza. Pochodził z rodziny ziemiańskiej, która od wielu pokoleń osiadła na północnych krańcach Litwy. Jego dziadek Feliks i pradziadek Rafał brali udział w powstaniu styczniowym na Litwie. Rodzina jego posiadała nieduży majątek (folwark Zabłocie) koło Traszkun w pow. poniewieskim na Litwie. Wychowywany był w atmosferze patriotycznej. Ojciec Stanisław zmarł przed jego urodzeniem. W 1933 jego matka Antonina przeprowadziła się ze starszym synem Stanisławem i młodszym Antonim do sąsiednich Skowrodów, leżących pomiędzy Traszkunami a Rogowem. Na Litwie w środowisku w którym wzrastał panowało przywiązanie do tradycji polskości. Wieś Skowrody w znacznym stopniu była zamieszkana przez rodziny polskie, które utrzymywały język polski poprzez czytelnictwo polskich książek oraz czasopism. W latach 1940–1944 uczęszczał do wiejskiej 4-klasowej szkoły litewskiej w Kiermielańcach, odległej o 4 km od Skowrodów, koło Rogowa. Czytania i pisania po polsku uczył się z pomocą matki, w domu w Skowrodach, gdzie korzystał z biblioteki p. Giedgodowej, krewnej Józefa Piłsudskiego. Rodzina jego miała stały kontakt ze spokrewnioną rodziną Szwejkowskich z Antonowa koło Rogowa, a w szczególności z Heleną Szwejkowską. W 1944 podjął naukę w tzw. progimnazjum w Rogowie.

### Działalność po przyjeździe do Polski
12 grudnia 1945 w ramach akcji repatriacyjnej wyjechał z rodziną transportem kolejowym skierowanym do Wilna, następnie po miesiącu transportem kolejowym przez Kowno, dalej przez dawne Prusy Wschodnie, Olsztyn (część repatriantów tu została), a pozostali jechali dalej, do Ostródy w woj. olsztyńskim. W styczniu 1946 w Ostródzie rozpoczął naukę w Szkole Ogólnokształcącej, w 1951 uzyskał świadectwo dojrzałości. W tym samym roku podjął studia na Wydziale Humanistycznym w Wyższej Szkole Pedagogicznej w Gdańsku. Dyplom ukończenia studiów I stopnia otrzymał w 1954. W 1954 został zatrudniony jako nauczyciel języka polskiego w Liceum Ogólnokształcącym w Nowej Rudzie w woj. wrocławskim. W 1958 w drodze studiów eksternistycznych uzyskał w Uniwersytecie Wrocławskim magisterium z filologii polskiej u profesora Stanisława Kolbuszewskiego. W latach 1966–1977 był dyrektorem Liceum Ogólnokształcącego w Nowej Rudzie, a w latach 1980–1985 zastępcą dyrektora. Pełniąc funkcję dyrektora i zastępcy dyrektora szkoły, nigdy nie przestawał być nauczycielem języka polskiego. Uważał, że nauczyciel to profesja, a dyrektor to funkcja. Od 1975 do 1980 brał udział w pracach Wojewódzkiej Rady Postępu Pedagogicznego w Wałbrzychu. W lipcu 1984 zdał egzamin na II stopień specjalizacji zawodowej z języka polskiego. Od 1985 po przejściu na emeryturę do 1993 uczył w niepełnym wymiarze godzin. Uczestniczył w wielu naukowych konferencjach o charakterze przedmiotowym i metodycznym. Prowadził w wielu miejscowościach w Polsce zajęcia na kursach dla nauczycieli języka polskiego. Przez 39 lat pracował jako polonista w noworudzkim Liceum Ogólnokształcącym, zorganizował wiele wycieczek, wyjazdów integracyjnych, obozów wędrownych dla uczniów wspólnie z nauczycielami szkoły. Był doceniany i bardzo lubiany przez uczniów i nauczycieli. W poglądach na temat nauczania przyświecała mu zasada wynikająca ze słów Marii Dąbrowskiej i Adama Mickiewicza: 

Słowu nie wolno być większym niż jego treść pojęciowa czy emocjonalna. Nauczyciel powinien być trochę jak przy stoliku drzemiący pan włodarz, albo ekonom lub nawet gospodarz, co to nie bronił czytać i sam słuchać raczył i młodszym trudniejsze rzeczy tłumaczył, chwalił piękności, a błędom wybaczył.

Był autorem wielu poczytnych artykułów publikowanych w przedmiotowo – metodycznych czasopismach, takich jak „Polonistyka”, „Język Polski w Szkole Średniej” oraz w periodyku „Język Polski w kl. IV–VIII”. Z okazji „Dni Sienkiewiczowskich” redagował jednodniówki, przygotowywał z uczniami części artystyczne oraz wygłaszał referaty. Przygotował interpretacje dwóch nowel Henryka Sienkiewicza dla „Wydawnictwa Kieleckiego”. Był autorem opracowania zestawów zadań tematycznych dotyczących Trylogii. Przez trzy kadencje z rzędu pełnił funkcję radnego Miejskiej Rady Narodowej w Nowej Rudzie, był przewodniczącym Komisji Oświaty i Kultury. Były działacz Noworudzkiego Towarzystwa Kulturalnego i Towarzystwa Wiedzy Powszechnej. Współpracował z „Gazetą Noworudzką”, w której publikował artykuły dotyczące dziejów noworudzkiego liceum, zwłaszcza jego pedagogów, współredagował również w 1995 r. okolicznościowy materiał na V Zjazd Absolwentów LO, przypadający w 50 rocznicę powstania szkoły. Interesował się procesami integracyjnymi społeczeństwa noworudzkiego, opublikował na ten temat publikację. Był korektorem i adiustatorem publikacji pt. Historia i kronika Kopalni Węgla Kamiennego Nowa Ruda.
Antoni Mackiewicz zmarł 24 lutego 1996 w Nowej Rudzie w wieku 63 lat, pochowany został na miejscowym cmentarzu komunalnym.

## Życie prywatne
W kwietniu 1963 poślubił Stefanię z Babików, z którą miał córkę Annę, nauczycielkę języka polskiego w LO im. Henryka Sienkiewicza w Nowej Rudzie oraz syna Andrzeja.

## Ordery, odznaczenia i wyróżnienia
Otrzymał wiele odznaczeń państwowych i resortowych, m.in.:
- Krzyż Kawalerski Orderu Odrodzenia Polski
- Medal Komisji Edukacji Narodowej
- Złota Odznaka ZNP
- Odznaka „Zasłużony Działacz Kultury”
- tytuł „Zasłużony dla Miasta Nowa Ruda”, 2010
- nagrody MEN, Kuratora Oświaty
- nagrody Wojewody Wrocławskiego
- nagrody Wojewody Wałbrzyskiego
- nagrody Burmistrza Nowej Rudy

## Upamiętnienie
Z okazji 50-lecia ukończenia nauki w Liceum Ogólnokształcącym w Nowej Rudzie przy os. Piastowskim 17 przez rocznik maturalny 1973, 3 czerwca 2023 odsłonięto kamienną tablicę pamiątkową z podobizną Antoniego Mackiewicza, którą ufundowali absolwenci noworudzkiego liceum tegoż rocznika, upamiętniając ówczesnego dyrektora. Tablicę odsłoniła jego żona Stefania Mackiewicz.

## Galeria zdjęć

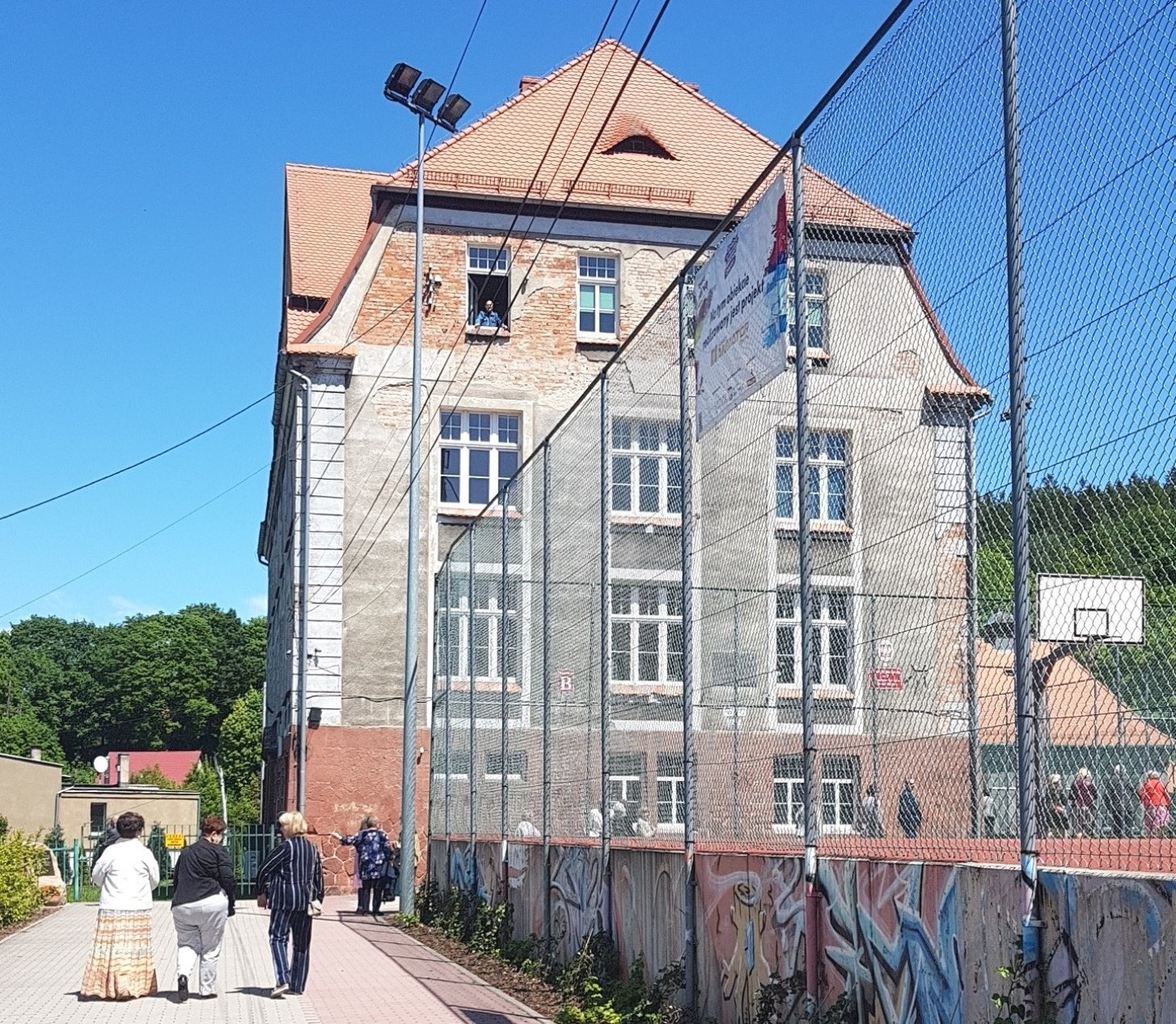
Byłe LO. Obecnie Szkoła Podstawowa nr 2
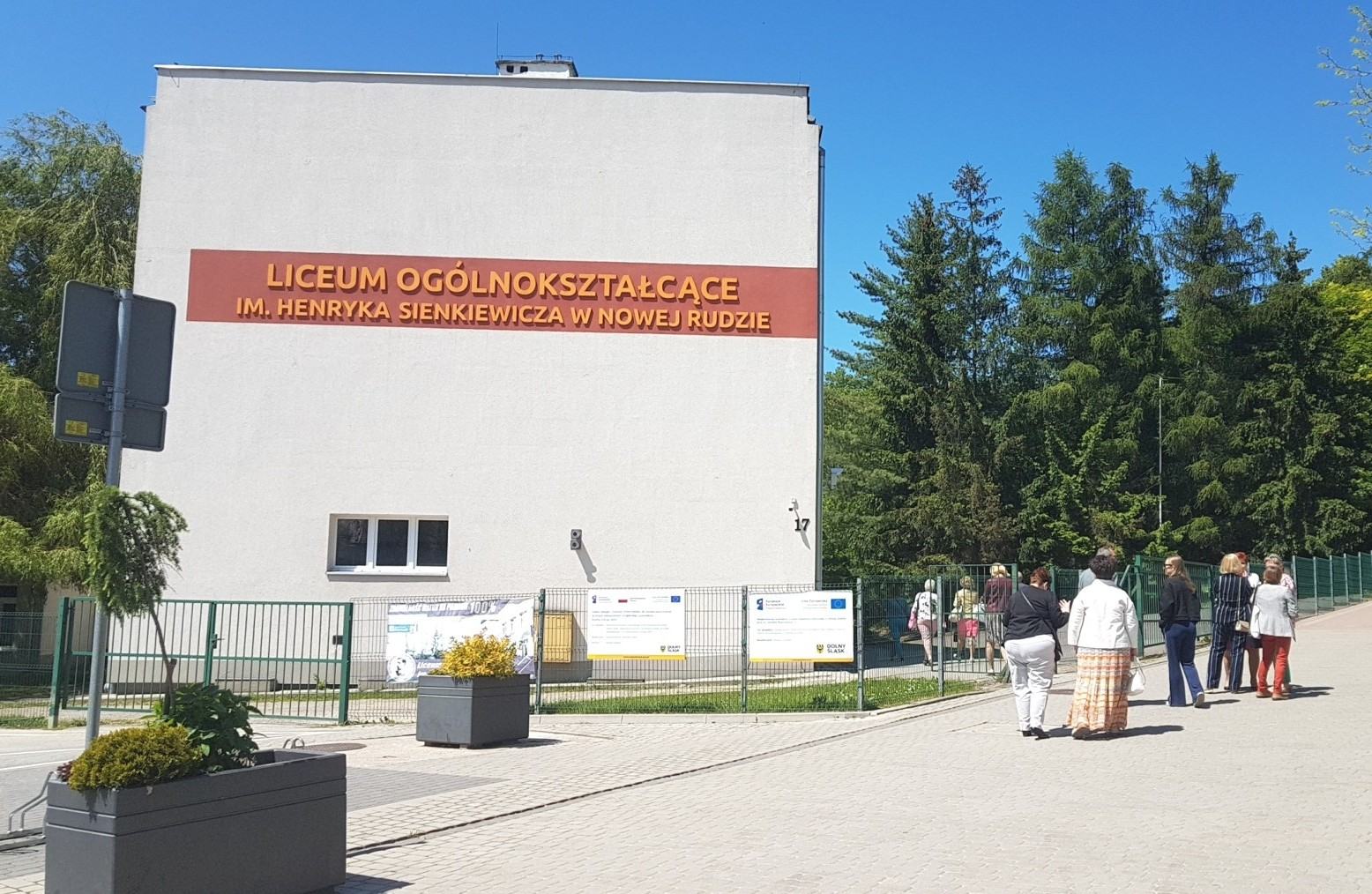
Nowy budynek LO od 1974
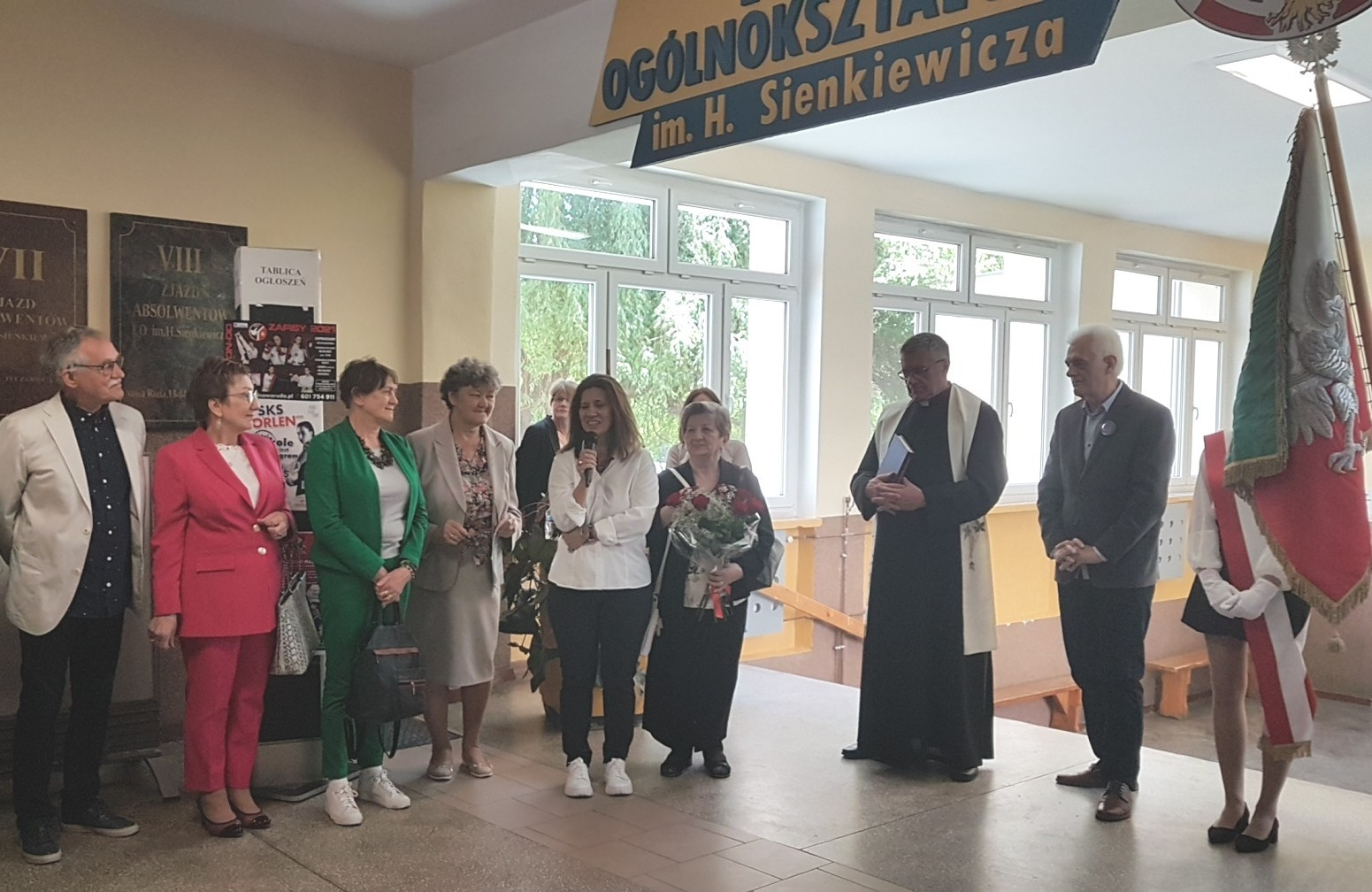
Uroczystość odsłonięcia tablicy Mackiewicza
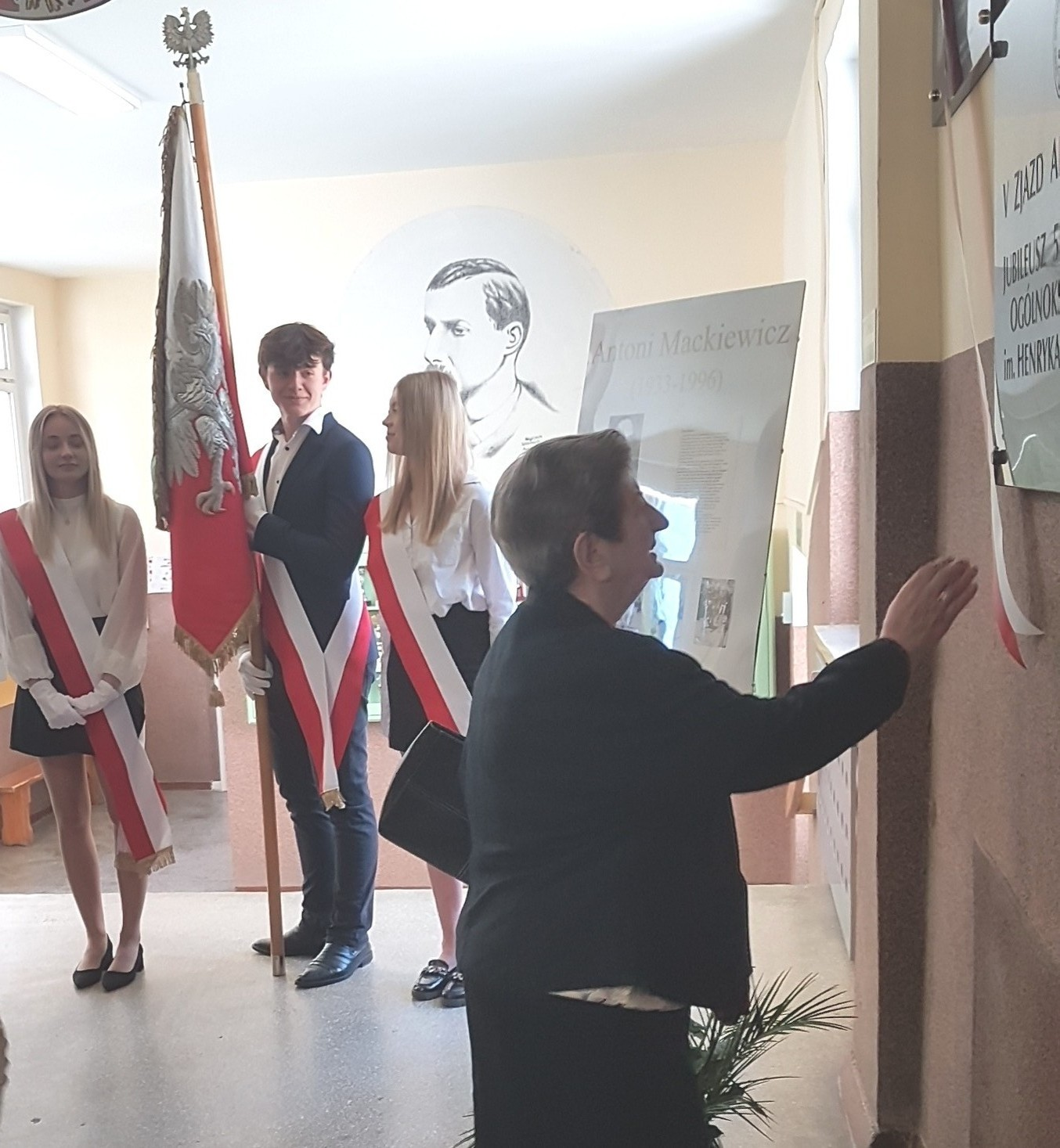
Stefania Mackiewicz odsłania tablicę[j]
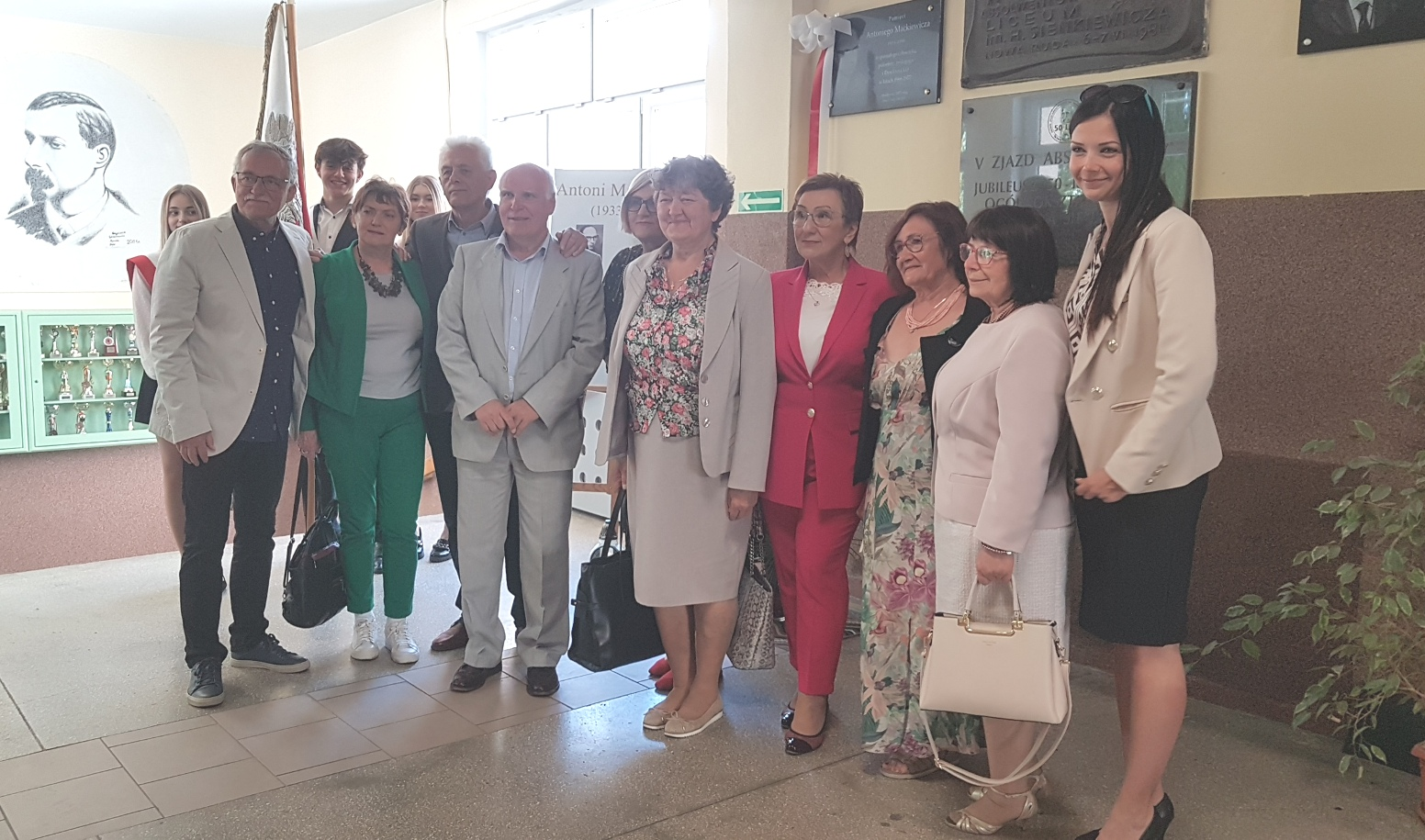
Uroczystość odsłonięcia tablicy Mackiewicza podczas zjazdu rocznika 1973.
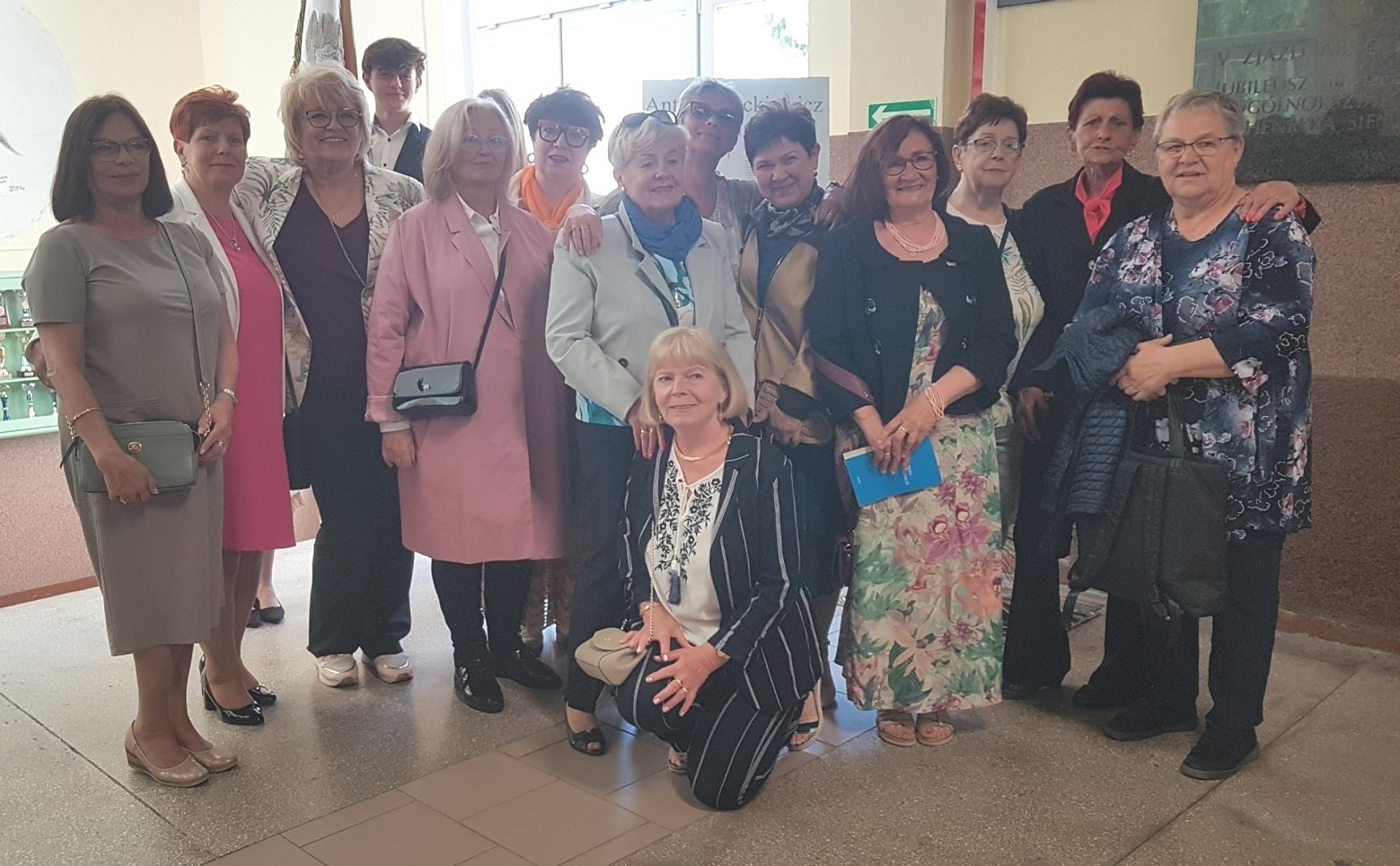
Zjazd rocznika 73 LO